# 이병문 (군인)
이병문(李丙文, 1930년 1월 3일 ~ 2019년 8월 15일)은 대한민국의 군인 출신의 정치인, 기업인, 사회운동가이자 저술가 겸 대학 교수이다.
강기천, 정광호와 함께 대한민국 해병대에서 대장 계급까지 진급한 3인 중 한 명이며, 사후에는 국립대전현충원에 안장되었다.

## 주요 이력

### 주요 경력
- 1930년 1월 3일 일제 강점기 경성부 성동방에서 출생하였으며 한때 경기도 인천 제물포에서 잠시 유년기를 보냈고, 1932년 2월에 경성부 성동방 향리로 귀향하여 그 후 경성부에서 성장
- 1942년 : 경성재동소학교 졸업
- 1948년 : 경성경신고등보통학교 졸업을 하고 육군사관학교 정훈 1기 입학
- 1949년 : 육군사관학교 정훈 1기로써 육군 소위 임관
- 1950년 : 대한민국 해병대에 편입하여 해병 중위 재임관(1950년 4월)
- 1950년 : 해병 대위 진급(1950년 12월)
- 1951년 : 해병학교 해병대 사후생 교육대장
- 1951년 : 해병 제1사단 제2대대 예하 중대장
- 1954년 : 해병 제1사단 제2대대 예하 중대장 재직 시절 해병 소령 진급(1954년 1월)
- 1955년 : 해병 제1연대 1대대장 보임과 함께 해병 중령 진급(1955년 2월)
- 1958년 : 해병대사령관 예하 비서실장
- 1959년 : 해병대사령관 예하 비서실장 재직 시절 해병 대령 진급
- 1961년 : 해병 제1사단 3연대장
- 1962년 : 해병 제1여단 참모장
- 1964년 : 해병 제2상륙훈련여단장
- 1966년 : 해병 제1여단장
- 1967년 : 해병 제5여단장
- 1968년 : 해병 제5여단장 재직 시절 해병 준장 진급
- 1969년 : 해병 제1사단장 보임과 함께 해병 소장 진급
- 1970년 : 해병대사령부 부사령관(1970년 7월 16일)
- 1970년 : 국방부 장관 예하 비서실 특별보좌관(1970년 8월 29일)
- 1970년 : 국방부 장관 예하 비서실 특별보좌관 재직 시절 해병 중장 진급(1970년 12월 2일)
- 1971년 : 국방부 운영차관보(1971년 3월 2일~1971년 6월 30일)
- 1971년 : 제9대 해병대사령관(1971년 7월 1일)
- 1971년 : 해병대사령관 재직 시절 해병 대장 진급(1971년 7월 20일)
- 1973년 : 해병 대장 예편(1973년 10월 10일)
- 민주정의당 대표상임위원 겸 당무위원(1981년)
- 민주정의당 탈당(1981년 12월)
- 인하대학교 초빙교수(1982년 2월~1982년 8월)
- 한국국민당 대표전임위원 겸 당무위원(1983년~1984년)
- 한국국민당 탈당(1984년 2월)
- 신민주공화당 당무위원 겸 외교안보행정특보위원(1988년)
- 신민주공화당 탈당(1988년 12월)
- 해병 소령 이인호 선생 추모회 발기위원장
- 자유민주연합 당무위원 겸 외교안보행정특임고문(1995년)
- 자유민주연합 탈당(1995년 12월)
- 신한국당 상임고문 겸 상무위원(1996년 2월)
- 신한국당 탈당(1996년 5월)

### 학력
- 경성재동소학교 졸업
- 경성경신고등보통학교 졸업
- 육군사관학교 정훈 1기(1949년)
- 미국 미주리 종합군사학원 졸업
- 미국 육군보병학교 졸업
- 미국 버지니아 종합군사학원 졸업
- 대한민국 육군대학 졸업
- 대한민국 국방대학교 행정학사 6기(1961년)
- 고려대학교 경영대학원 경영학 석사(1964년)
- 연세대학교 대학원 경제학 석사(1966년)
- 고려대학교 대학원 행정학 석사(1968년)

## 상훈
- 1952 : 은성화랑무공훈장
- 1952 : 금성을지무공훈장
- 1953 : 무성충무무공훈장
- 1954 : 무성충무무공훈장
- 1962 : 1등근무공로훈장
- 1964 : 국방부장관표창
- 1966 : 3등근무공로훈장
- 1968 : 대통령표창